# Han Hong
Han Hong (chinesisch 韓紅 / 韩红, Pinyin Hán Hóng; * 26. September 1971) aus Xigazê, Autonomes Gebiet Tibet, Volksrepublik China, ist eine chinesische Sängerin tibetischer Volkszugehörigkeit. Sie ist auch eine auf chinesische Volksmusik spezialisierte Liedermacherin.